# 東山フイルム

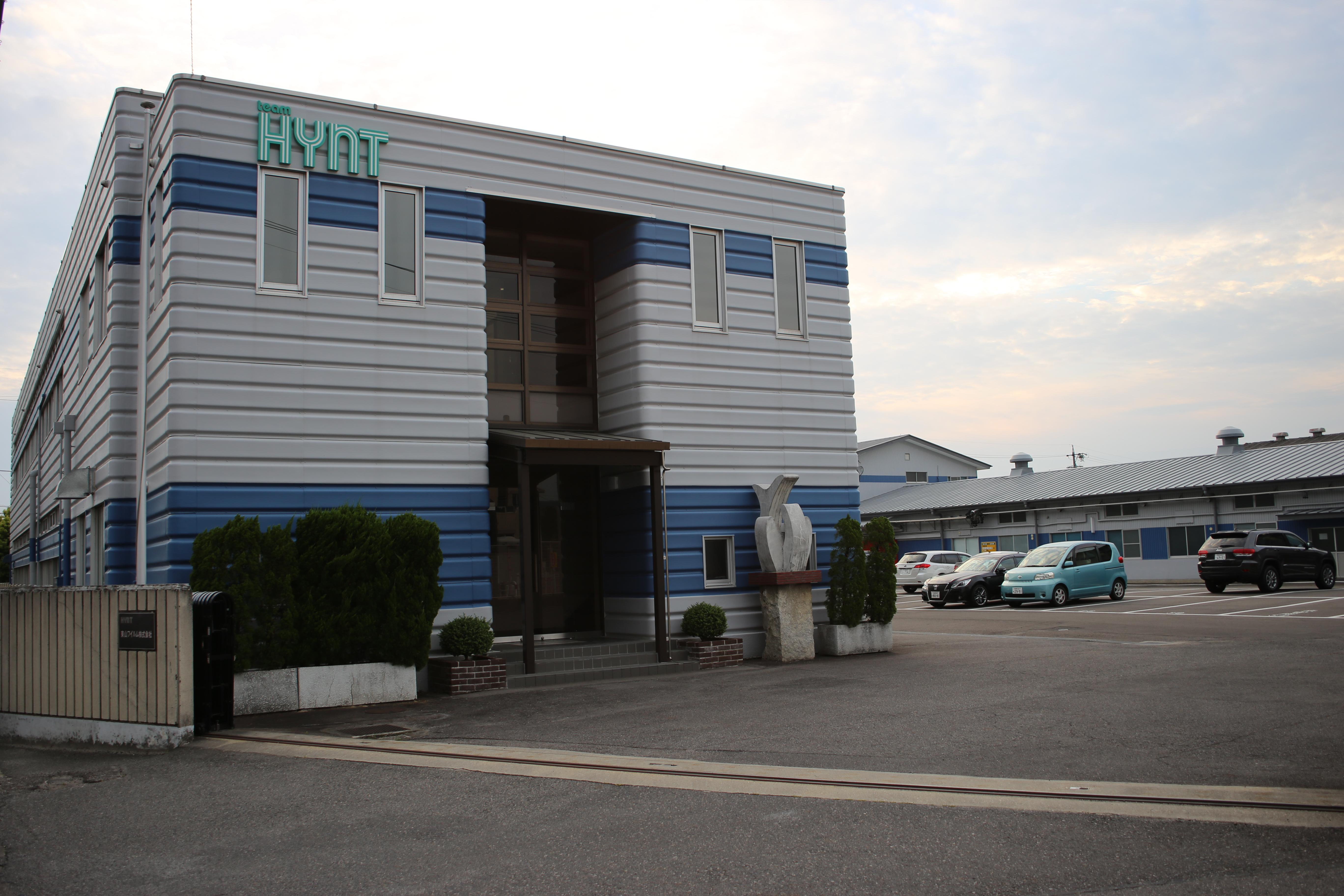
旧本社・名古屋工場（2016年5月）

東山フイルム株式会社（ひがしやまフイルム、英: HIGASHIYAMA FILM CO., LTD.）は、愛知県名古屋市中村区に本社を置くフィルム加工メーカー。

## 沿革
- 1949年（昭和24年）5月23日 - 「東山電線株式会社」として設立。
- 1973年（昭和48年）8月 - 東山電線株式会社電材部を分社化し東山電材株式会社を設立。
- 1991年（平成3年）7月 - 東山電線株式会社は「イーテック株式会社」に商号を変更。
- 1991年（平成3年）10月 - 東山電材株式会社は東山フイルム株式会社に商号を変更。
- 1997年（平成9年）7月 - 株式会社イーテックは「東山フイルム株式会社」に商号を変更。
- 2001年（平成13年）3月 - 東山フイルム株式会社（旧イーテック株式会社）が東山フイルム株式会社（旧東山電材株式会社）を吸収合併。
- 2007年（平成19年）12月12日 - ジャスダックへ株式を上場。
- 2010年（平成22年） - TOBによりエイチエフホールディングス株式会社の子会社となる。
- 2011年（平成23年）12月21日 - MBOにより上場廃止。
- 2013年（平成25年） - エイチエフホールディングス株式会社を吸収合併。
- 2014年（平成26年）11月13日 - 大塚化学株式会社がCITICキャピタル・パートナーズ傘下のファンドより株式を取得し買収。
- 2017年（平成29年）12月18日 - 本社を名古屋市守山区中志段味から名古屋市中村区名駅に移転[2]。
- 2018年（平成30年）1月1日 - 名古屋工場で行っていた絶縁事業を日本理化工業所グループの株式会社日本理化ファブリケーションズに譲渡[3]。

## 事業所
- 本社（愛知県名古屋市中村区）
- 恵那工場（岐阜県恵那市）
- 瑞浪工場（岐阜県瑞浪市）

## 関連会社
- 東山塑料薄膜（上海）有限公司
- 東山フイルムコリア株式会社
- 台灣東山薄膜科技股份有限公司